# Rio Sardiñeira
O Rio Sardiñeira é um rio galego da província de Lugo, afluente da margem esquerda do Rio Minho, desaguando nele na altura da cauda da Barragem de Belesar, no município de Saviñao (Lugo).